# Рибалов, Менахем
Менахем Рибалов (англ. Menachem Ribalow, 17 февраля 1895, Чуднов, Волынская губерния — 17 сентября 1953, Нью-Йорк, Нью-Йорк) — американский редактор, писатель и гебраист. Он известен своей ролью в развитии публикаций на иврите и культуры в американской еврейской общине. 

## Биография
Рибалов родился в Чуднове, Российская империя. В 1921 году он иммигрировал в США.
Рибалов был редактором журнала Ха-Доар, который Еврейское телеграфное агентство в своё время описывало как «один из лучших журналов на иврите в мире». Рибалов был редактором «Ха-Доар» более 30 лет.
Рибалов также редактировал литературный ежеквартальный журнал на иврите «Mabuah». 
Он был редактором американского еврейского ежегодника «Сефер Хашана». Он написал несколько книг о литературе на иврите и идиш, а также антологию еврейской поэзии. Он также опубликовал многочисленные статьи в New Palestine, официальном журнале Сионистской организации Америки.
Книга Рибалова «Расцвет современной еврейской литературы», антология современной еврейской литературы, была переведена на английский язык его зятем, раввином Иудой Надичом. Надич добавил к своему переводу, опубликованному Twayne в 1959 году, биографические очерки еврейских писателей, вошедших в антологию.
Рибалов умер в 1953 году в больнице Ливан в Нью-Йорке. Он был женат на Розе Рибалов. У пары было двое детей: Гарольд У. Рибалов и Марта Хадасса Надич.